# Hans Mersmann
Hans Mersmann, (ur. 6 października 1891 w Poczdamie  – zm. 24 czerwca 1971 w Kolonii), muzykolog niemiecki. 
W latach 1917–1933 kierował Archiwum Pieśni Ludowej w Berlinie; w latach 1924–1933 był redaktorem czasopisma "Melos". W roku 1926 otrzymał tytuł profesora, wykładał w Berlinie, Monachium i Kolonii, gdzie w latach 1947–1957 był dyrektorem Wyższej Szkoły Muzycznej. Wywarł wpływ na współczesne metody analizy dzieła muzycznego (Angewandte Musikästhetik 1926, Die Tonsprache der neuen Musik 1928, Stillprobleme der Werknanalyse 1963).